# 风波亭
30°15′45″N 120°09′10″E / 30.26240°N 120.15290°E风波亭，相传为岳飞及部将张宪、长子岳云遇害之处，位于中国浙江省杭州市。

## 历史
根据史料记载，风波亭在南宋大理寺内，大理寺在杭州仁和县衙署旁小车桥附近，清代小车桥为浙江按察司署和按司狱署所在地，当时仍保有所谓的风波亭遗址。光绪三十三年各省开始建立模范监狱，小车桥改建为浙江模范监狱，后来改名杭县监狱、浙江第一监狱。直到1949年在，遗址仍然保留在监狱中，当时亭子实为一层楼，后来在50年代杭州旧城改造中被拆除。2002年杭州市园文局为修建新湖滨公园景区征集市民意见，2003年市民有关恢复风波亭的意见得到采纳。2003年10月1日，杭州市政府在西湖边六公园重建的风波亭面向公众开放，但是误将浙江第一监狱和临近的浙江陆军监狱混淆，在导牌称风波亭原址位于浙江陆军监狱，后在浙江省监狱工作研究所副所长张纹邦等人努力下，杭州市园林局最终修改了风波亭的说明文字。